# Влажно-тепловая обработка
Влажно-тепловая обработка  — процесс обработки швейных изделий для придания деталям одежды определённой формы (обработка деталей или изделий посредством специального оборудования в течение определённого времени с использованием влаги, тепла и давления). Является неотъемлемым процессом пошива изделия, также влажно-тепловую обработку проводят при окончательной отделке изделия. Различают два основных способа влажно-тепловой обработки: глажение — процесс, когда гладильная поверхность прибора (например, утюга) перемещается по детали с одновременным давлением на неё; и прессование — когда ткань сжимается меж двумя греющими поверхностями.
Глажение выполняется при помощи утюга и увлаженного проутюжильника или при помощи паровой станции; прессование выполняется на прессах с подушками или на паровоздушных манекенах, форму которых и примет деталь изделия.
Лучше всего влажно-тепловой обработке подвергаются шерстяные ткани; все натуральные ткани подвержены влажно-тепловой обработке, изделия из синтетических тканей быстро теряют форму, приданную при влажно-тепловой обработке.

## Принцип воздействия
Под воздействием тепла и влаги в волокнах ткани уменьшается действие межмолекулярных сил, что делает возможным изменение конфигурации цепей молекул. После дальнейшего охлаждения и высыхания молекулы создают связи при новой конфигурации, что обуславливает запоминание формы тканью.
Применение влаги также обусловлено необходимостью лучшей теплопроводности между слоями ткани — часто встречаются узлы одежды с 4—5 слоями ткани на обрабатываемом участке; при сухой утюжке возможно нагревание верхних слоёв до понижения их прочности, в то время как температура нижних слоёв недостаточна. Влага повышает теплопроводность пакета слоёв, тем самым предотвращая избыточный нагрев и снижая время ВТО. Ту же функцию выполняет давление.

## Технология выполнения процесса
- Глажение

Шерстяные, хлопчатобумажные, льняные и вискозные ткани утюжат при температуре 180—220 градусов; Шёлковые, капроновые, лавсановые и ацетатные — при температуре 140—160 градусов. При применении проутюжильника эти температуры увеличиваются на 20 градусов. Непрерывное воздействие на один участок теплом не должен превышать 20 секунд.
После проведения ВТО во избежание деформации изделие просушивают до полного высыхания (от 20 мин для изделий из хлопка до часа для изделий пальтовой группы).
Для формования могут использоваться колодки — на них разутюживаются вытачки, плечевые швы, шов рукава после стачивания, формуется детали переда и спинки.
- Прессование

## Терминология влажно-тепловых работ
- Прессование — влажно-тепловая обработка изделия с помощью пресса.
- Утюжильная обработка детали — придание детали или изделию желаемой формы, посредством утюжильного оборудования.
- Разутюживание — раскладывание припусков шва или складки на противоположные стороны и закрепление их в этом положении.
- Приутюживание — уменьшение толщины шва, сгиба или края детали, посредством утюжильной обработки.
- Заутюживание — укладывание припусков шва или складок на одну сторону и закрепление их в этом положении.
- Сутюживание — уменьшение линейных размеров деталей на отдельных участках посредством влажно-тепловой обработки, для образования выпуклости на смежном участке.
- Оттягивание — увеличение линейных размеров деталей на отдельных участках посредством влажно-тепловой обработки, для получения вогнутой линии на смежном участке.
- Отпаривание — обработка изделия паром для удаления лас.
- Декатирование — влажно-тепловая обработка материала для предотвращения последующей усадки.
- Выутюживание — окончательная влажно-тепловая обработка готового изделия.

## Сущность и параметры влажно-тепловой обработки
Под воздействием тепла и влаги материал переходит в высокоэластичное состояние, воздействие влаги ослабляет связи между молекулами, под действием давления меняется конфигурация, форма деталей удаленной влажности и охлажденного материала приводит к фиксации новой формы.
Параметры влажно-тепловой обработки: температура, увлажнение, давление, время. От правильности выбора параметров зависит производительность труда, качество выполняемой операции, расход электроэнергии.
Очень важно обеспечивать равномерное прогревание материала. При этом лучше использовать не воду, а готовый пар. Для ускорения процесса высыхания материала применяют отсос пара, под воздействием горячего воздуха.
Несоответствие параметров влажно-тепловой обработки приводит:
- к деформации формы;
- к дефекту обработки.

## Оборудование для влажно-тепловой обработки
Используют: утюги, прессы, паровоздушные манекены, отпариватели.
Утюги по способу нагрева электрические и паровые. Регулируются температурой.
Прессы по способу нагрева бывают: электрические, паровые, комбинированные. Бывают: легкими, средними, тяжелыми. Различают прессы с гидравлическим, электрическим и пневманическим приводом.
Паровоздушные манекены предназначены для окончательной отделки изделий и представляют собой металлическую основу и паровой чехол, вовнутрь которого под давлением подается горячий, влажный пар. Изделие, скрепленное зажимом по застежке, расправляется под действием пара, материал приобретает требуемую форму, устраняет заломы, неровности, удаляет ласы.
Отпариватель — устройство для удаления лас. Представляет собой металлическую ёмкость с подогревом воды, из которого пар подается по шлангу в резиновую щетку с отверстием. Изделие надевается на обычный манекен и воздействует на его поверхность паром.

## Операции влажно-тепловой обработки
Операции условно разделяются на следующие четыре группы:
- Сутюживание и оттягивание

Служат для придания пространственной формы плоской детали. — например, сутюжка плечевых вытачек спинки, сутюжка вытачек на выпуклость груди у мужских изделий, оттягивание верхнего воротника для его формования и т. д.
- Отглаживание

Применяют для устранения заломов и загибов на ткани/изделии, а также для заутюжки припусков, складок, сгибов.
- Прессовка

Применяется для уточнения ткани и швов, заутюжки припусков, складок, сгибов.
- Отпаривание

Применяется при удалении ласс, возникающих на предыдущих этапах ВТО. Выполняется кратковременным воздействием тепла через увлажнённый проутюжильник.

## Использованная литература
- А. В. Савотицкий, Е. Х. Меликов, И. А. Куликова «Технология швейных изделий» 1971
- М. А. Силаева «Пошив изделий по индивидуальным заказам»